# شاكا خان
إيفيت ماري ستيفنز (من مواليد 23 مارس 1953)، والمعروفة باسمها المسرحي شاكا خان، هي موسيقي ومغنية وكاتبة أغاني أمريكية. امتدت حياتها المهنية لما يقرب من خمسة عقود، بدءًا من السبعينيات كمغنية رئيسية لفرقة الفانك روفوس. كان خان، المعروف باسم «ملكة الفانك»،  أول فنانة لموسيقى ريذم أند بلوز تحصل على أغنية كروس أوفر شارك فيها مغني راب، مع أغنية «انا اشعر بك» عام 1984. فازت خان بعشر جوائز جرامي وباعت ما يقدر بنحو 70 مليون سجل في جميع أنحاء العالم.
مع روفوس، حققت أربع أغنيات ذهبية وأربعة ألبومات ذهبية وألبومين بلاتينيين. خلال مسيرتها المهنية الفردية، حققت خان ثلاث أغنيات ذهبية وثلاثة ألبومات ذهبية وألبوم بلاتيني واحد مع أغنية «انا اشعر بك».

## الحياة والمسيرة المهنية

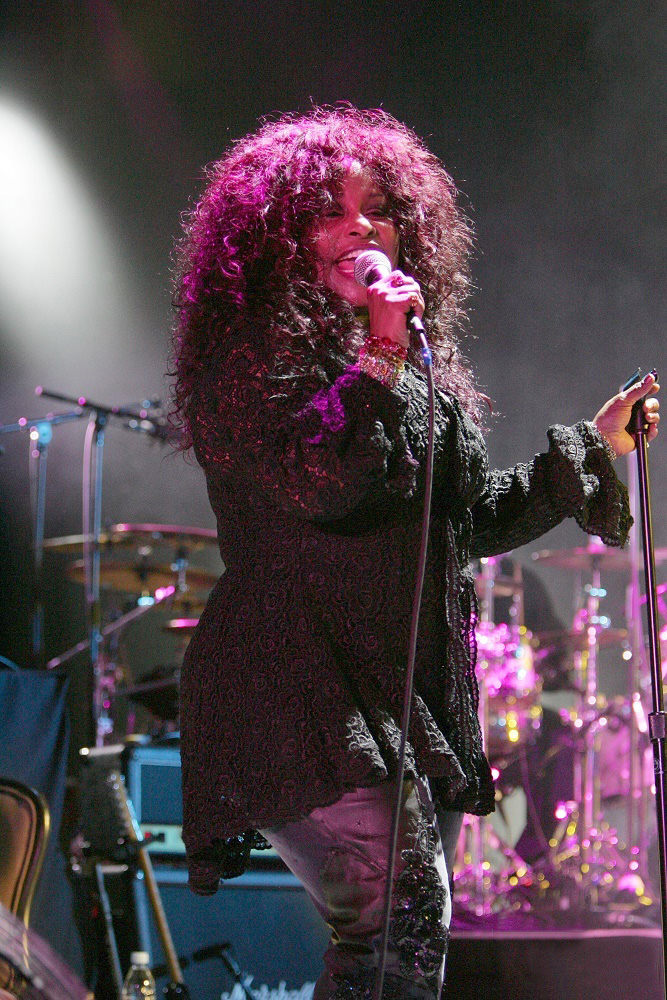
خان تؤدي عرضها في عام 2006

ولدت شاكا خان إيفيت ماري ستيفنز في 24 مارس 1953 في أسرة فنية بوهيمية في شيكاغو، إلينوي. هي الأكبر من بين خمسة أطفال ولدوا لتشارلز ستيفنز وساندرا كولمان، وصفت والدها بأنه يتميز بثقافة البيت ووالدتها بأنها «قادرة على فعل أي شيء». نشأت في منطقة هايد بارك، «جزيرة في وسط الجنون» لمشاريع الإسكان في ساوث سايد في شيكاغو. أصبحت أختها إيفون فيما بعد موسيقية ناجحة في حد ذاتها تحت اسم تاكا بوم. أصبح شقيقها، مارك، الذي شكل مجموعة فونك جامايكا بويز وعضوًا في أورا، موسيقيًا ناجحًا أيضًا. لديها شقيقتان أخريان، زاهيفا ستيفنز وتامي مكري.